# Dangerous Toys
Dangerous Toys es una banda de Hard rock de Texas, Estados Unidos, con un potente sonido y algunas veces con contenidos líricos humorísticos. Su música puede ser relacionada con el Sleaze rock, junto a otras agrupaciones estadounidenses como Skid Row, y Guns N' Roses. Se fundó en 1987, y hasta 1996 lanzaron cuatro álbumes de estudio y uno en directo.
Su álbum debut, el certificado con Oro "Dangerous Toys", contenía los sencillos "Teas N' Pleas N'" y "Scared", a las cuales todavía se les da radiodifusión. En el 2006, una versión de "Teas N' Pleas N'" fue grabada por la banda Shadows Fall (bajo el sello Atlantic Records), contando con la aparición estelar de Jason McMaster como vocalista.

## Discografía

### Álbumes de estudio
- Dangerous Toys (1989)
- Hellacious Acres (1991)
- Pissed (1994)
- The R*tist 4*merly Known as Dangerous Toys (1995)

### Álbumes en directo
- Vitamins and Crash Helmets Tour - Greatest Hits Live (1999)

### Recopilatorios
- The Ultimate Dangerous Toys - Sleaze Metal Kings from Texas (2004)